# Hinton (South Gloucestershire)
Hinton – wieś w Anglii, w hrabstwie ceremonialnym Gloucestershire, w dystrykcie (unitary authority) South Gloucestershire. Leży 15 km na wschód od miasta Bristol i 157 km na zachód od Londynu.